# ルーン文字
ルーン文字（ルーンもじ）は、ゲルマン人がゲルマン諸語の表記に用いた古い文字体系であり、音素文字の一種。成立時期は不明であるが、確認されている最初期のルーン銘文は1世紀頃のものである。ラテン文字に取って代わられて使用されなくなったが、スカンディナヴィアでは中世後期まで用いられた。一部の地域ではルーンの知識は初期近代まで民間に残存していた。
「ルーン（rune）」という名称の語源としては、「秘密」を意味するゴート語の runa が挙げられる（cf. 古英語: rūn, 古ノルド語: rún）。

## 解説
ルーン文字は「呪術や儀式に用いられた神秘的な文字」と紹介されることもあるが、実際には日常の目的で使われており、ルーン文字で記された書簡や荷札なども多数残されている。呪術にも用いられていたが、それが盛んに行われるようになったのは、むしろラテン文字が普及しルーン文字が古めかしくいかにも神秘的に感じられるようになった時代に入ってからである。
1世紀頃に、ギリシア文字やラテン文字、北イタリア文字などを参考に、ゲルマン語の発音体系に合うよう改変して成立したものと推測されている。ルーン文字の起源説としては、学者の間では北イタリア説が最も有力である。世界最古のルーン文字は、北ドイツで出土した1世紀の遺物のブローチに彫られたものであるといわれている。その他にはブラクテアートと呼ばれる薄い黄金製の円盤にルーン文字を刻んだものが多数発見され、護符を兼ねた装飾品として扱われていた。
個々の文字をルーンと呼び、ルーン文字のアルファベットを、初めの6つのルーンから「フサルク」 (fuþark) と呼ぶ。このうち、第3ルーン (þ) はソーン (þorn, þotn) と呼ばれ、現代でもアイスランド語で使われている。
本来、木片などにナイフで刻みつけて表記していた。そのため、木目と紛れて読みにくくなりがちな横線が避けられ、縦の長い線と斜めの短い線とを組み合わせた字形になっている。

## ゲルマン共通ルーン文字
以下に、まずゲルマン共通ルーンの字形を画像で示す。
次に、それぞれの文字の一般に行われているラテン文字への転写、推定されている名称と意味、推定されている字形の由来を示す。
| ラテン文字転写 | 名称（意味）                                                                | 表しうる発音                            | 形の由来                          |
| -------------- | --------------------------------------------------------------------------- | --------------------------------------- | --------------------------------- |
| f              | *fehu（財産、家畜。英語: feeやドイツ語: Viehの語源）                        | [f],[v]                                 | ラテン文字Fの横線を斜めにした形   |
| u              | *ūruz（原牛）                                                               | [u]                                     | ラテン文字Uを上下逆にした形       |
| þ              | *þurisaz（巨人、怪物、古英語: þorn（棘、イバラ））                          | [θ],[ð]                                 | 棘の形か ギリシア文字Φか          |
| a              | *ansuz（神祇、アース）                                                      | [a]                                     | ラテン文字Aの右一画を短くした形か |
| r              | *raidō（騎乗、乗り物。英語: ride、roadと同語源）                            | [r]                                     | ラテン文字R                       |
| k              | *kaunan（古ノルド語: kaun、腫れ物、苦しみ） *kenaz（古英語: cén、松、松明） | [k]                                     | ラテン文字C                       |
| g              | *gebō（贈り物。英語: gift、giveと同語源）                                   | [g]                                     | ギリシャ文字Χか                   |
| w              | *wunjō（喜び）                                                              | [w]                                     | ラテン文字Vを左に倒した形か       |
| h              | *hagalaz（雹、降水。英語: hailの語源）                                      | [h]                                     | ラテン文字Hの横線を斜めにした形   |
| n              | *naudiz（欠乏、渇望。英語: needと同語源）                                   | [n]                                     | ラテン文字Nの右一画を省略         |
| i              | *īsa-（氷。英語: iceの語源）                                                | [i]                                     | ラテン文字I                       |
| j              | *jēra-（年、収穫。英語: yearの語源）                                        | [j]                                     | 不明                              |
| ü、é           | *īhwaz（イチイの木、狩猟・雪神ウル)。英語: yewの語源）                      | [i]と[e]の間([ı])に近い音と推測される。 | 不明                              |
| p              | *perþ-?（不明、娯楽?、梨の木?）                                             | [p]                                     | ギリシア文字Πを左に倒した形か     |
| z、R           | *algiz?（不明、赤鹿?、生命?）                                               | [z]、[r]                                | 不明                              |
| s              | *sōwilō（太陽、太陽の光）                                                   | [s]                                     | ラテン文字Sを直線で描いた形       |
| t              | *tīwaz（軍神テュール、争い）                                                | [t]                                     | ラテン文字Tの横線を斜めにした形   |
| b              | *berkanan（樺の小枝、春の目覚め、豊饒。英語: birchの語源）                  | [b]                                     | ラテン文字B                       |
| e              | *ehwaz（馬）                                                                | [e]                                     | ラテン文字Eを右に倒した形         |
| m              | *mannaz（人間、人間性。英語: manに同じ）                                    | [m]                                     | ラテン文字M                       |
| l              | *laguz（水。英語: lakeと同語源）                                            | [l]                                     | ラテン文字Lを上下逆にした形       |
| ŋ、ng          | *ingwaz（神または英雄の名前か。一説には豊穣神フレイの呼称）                 | [ŋ]、[ŋg]                               | 不明                              |
| o              | *ōþila-（世襲の土地、領土、祖土）                                           | [o]                                     | ラテン文字Oを直線で描いた形       |
| d              | *dagaz（日中、昼間。英語: day、ドイツ語: Tagなどの語源）                    | [d]                                     | ラテン文字Dを左右二つ並べた形か   |

この字形はあくまでも一例である。実際の文字では、上記のものが裏返しになっていたり、
上下逆になっていたりしたものもある。
名称は、ゲルマン共通基語の再建形。実際にどこかに記録されていたものではなく、
あくまでも比較言語学上で推定されたものなので、史実とは異なる可能性もある。
発音も同様なので、あくまでも近似値と理解されたい。
8世紀頃までゲルマン語圏全域で使用された。

## 北欧ルーン文字
8世紀頃より北欧を中心に使用され始めたルーン文字。
文字数がゲルマン人共通ルーンの24文字から16文字に減少した。一方で、この時期の古ノルド語は音韻変化により音の数が大幅に増えたため、一つの文字でいくつもの音を表すことになった。
綴り方の特徴としてはほかに、重子音や同種の子音に続く鼻音が省略されることが挙げられる。例えば「王」を意味するkonungrは、oの代わりにuを、gの代わりにkを用い、gの前のnを省略して、kunukr、またはkunukRのように綴られた。同様に「王侯、君主」を意味するdróttinnは、trutinのように綴られた。
以下にまず、表によって各文字のラテン文字転写、名称と意味、表し得る発音を示す。
| ラテン文字転写 | 名称（意味）                                    | Noreen式ラテン文字転写と表しうる発音                 |
| -------------- | ----------------------------------------------- | ---------------------------------------------------- |
| f              | fé （家畜、財産）                               | f[f],[v]                                             |
| u              | úr （ノルウェー語で残滓。アイスランド語で霧雨） | u[u] ú[u:] y[y] ý[y:] o[o] ó[o:] ø[ø] œ[œ:] v[v],[w] |
| þ              | þurs （巨人、怪物、魔物）                       | þ[θ] ð [ð]                                           |
| ą , o          | ą´ss , óss （アース神族）                       | ą[a:],[ã] ǫ [ɔ]（広いオ） ǫ´[ɔ:] o[o] ó[o:]          |
| r              | reið （騎乗）                                   | r [r]                                                |
| k              | kaun （腫れ物）                                 | k [k],[kj],[x] nk[ŋk] g[g],[gj],[γ],[j] ng[ŋg]       |
| h              | hagall （雹）                                   | h [h]                                                |
| n              | nauð （必要）                                   | n [n]                                                |
| i              | íss （氷）                                      | i[i] í[i:] e[e] é[e:] æ[æ:] j[j]                     |
| a              | ár （年）                                       | a[a] á[a:] æ[æ:] ǫ [ɔ] ǫ´[ɔ:] o[o] ó[o:]             |
| s              | sól （太陽）                                    | s[s]                                                 |
| t              | týr （軍神テュール）                            | t[t] nt[nt] d[d] nd[nd]                              |
| b              | bjarkan （樺）                                  | b [b] mb[mb] p[p],[f] mp[mp]                         |
| m              | maðr （男）                                     | m[m]                                                 |
| l              | lǫgr （水）                                     | l[l]                                                 |
| R              | ýr （イチイの木）                               | R[r]                                                 |

字体はいくつかあるが、特に長枝ルーンと短枝ルーンが広く用いられた。

### 長枝ルーン
デンマーク形ルーンともいわれるが、実際にはそれ以外の場所でも用いられた。ルーン文字の楷書体といえる。

### 短枝ルーン
スウェーデン・ノルウェー形ルーンとも呼ばれるが、それ以外の場所でも用いられた。
長枝ルーンの画数を省略したもので、ルーン文字の行書体といえる。

### ヘルシンゲルーン
ルーン文字の草書体といえる。左側にある長い線を省略し、画数を減らしたもの。
10世紀から11世紀頃のスウェーデンで使用された。

## アングロサクソンルーン文字
5世紀頃から始まりフリースラントやイングランドで使用されたもの。9世紀ごろから廃れ始め、11世紀中には使用されなくなった。
ゲルマン共通ルーンをもとにしつつも、a、o、æの文字が区別されるなど、古英語や古フリジア語の音をより正確に表記できるように文字が追加されている。

## 占い
ルーン文字を刻んだ石、木、金属、ガラスなどを使用して占う。占い方法は古来から全てのルーンを投げてから一つ拾うキャスティングという方法があるが、現在では全てのルーンを袋の中に入れ、質問を念じながら手を入れ、一つつかみ出したルーン文字を回答とする方法が一般的である。 その他、昨今は紙に印刷されたルーンカードを使用する場合も多い。
吉田深保子によれば、ルーンが体系的な「占い」として用いられるようになったのは、20世紀後半からのことだという。

## Unicode
Unicode 3.0 において以下の文字が収録された。
|        | 0 | 1 | 2 | 3 | 4 | 5 | 6 | 7 | 8 | 9 | A | B | C | D | E | F |
| ------ | - | - | - | - | - | - | - | - | - | - | - | - | - | - | - | - |
| U+16Ax | ᚠ | ᚡ | ᚢ | ᚣ | ᚤ | ᚥ | ᚦ | ᚧ | ᚨ | ᚩ | ᚪ | ᚫ | ᚬ | ᚭ | ᚮ | ᚯ |
| U+16Bx | ᚰ | ᚱ | ᚲ | ᚳ | ᚴ | ᚵ | ᚶ | ᚷ | ᚸ | ᚹ | ᚺ | ᚻ | ᚼ | ᚽ | ᚾ | ᚿ |
| U+16Cx | ᛀ | ᛁ | ᛂ | ᛃ | ᛄ | ᛅ | ᛆ | ᛇ | ᛈ | ᛉ | ᛊ | ᛋ | ᛌ | ᛍ | ᛎ | ᛏ |
| U+16Dx | ᛐ | ᛑ | ᛒ | ᛓ | ᛔ | ᛕ | ᛖ | ᛗ | ᛘ | ᛙ | ᛚ | ᛛ | ᛜ | ᛝ | ᛞ | ᛟ |
| U+16Ex | ᛠ | ᛡ | ᛢ | ᛣ | ᛤ | ᛥ | ᛦ | ᛧ | ᛨ | ᛩ | ᛪ | ᛫ | ᛬ | ᛭ | ᛮ | ᛯ |
| U+16Fx | ᛰ |   |   |   |   |   |   |   |   |   |   |   |   |   |   |   |

## 画像

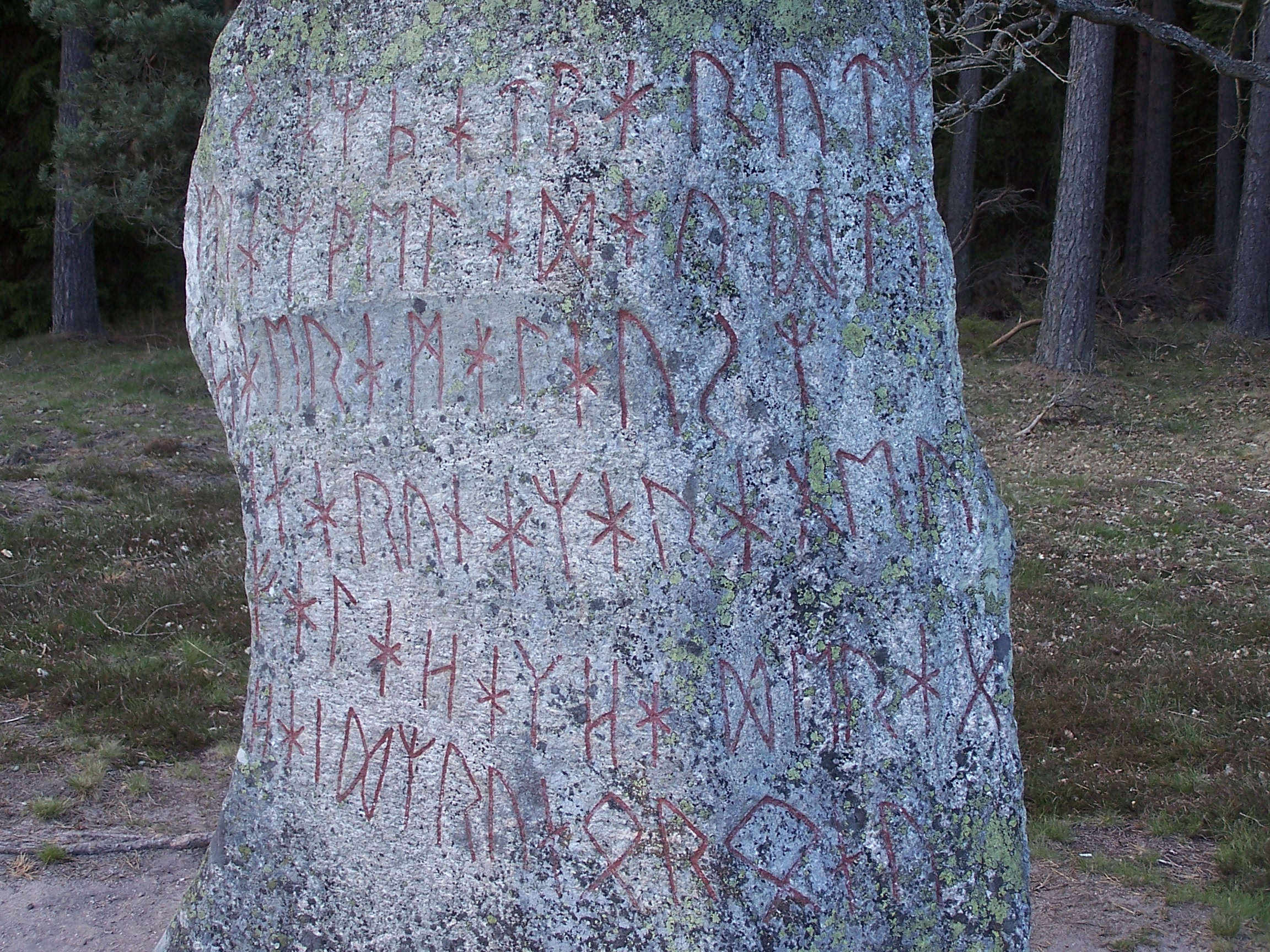
スウェーデン南部に残された6・7世紀頃の石碑
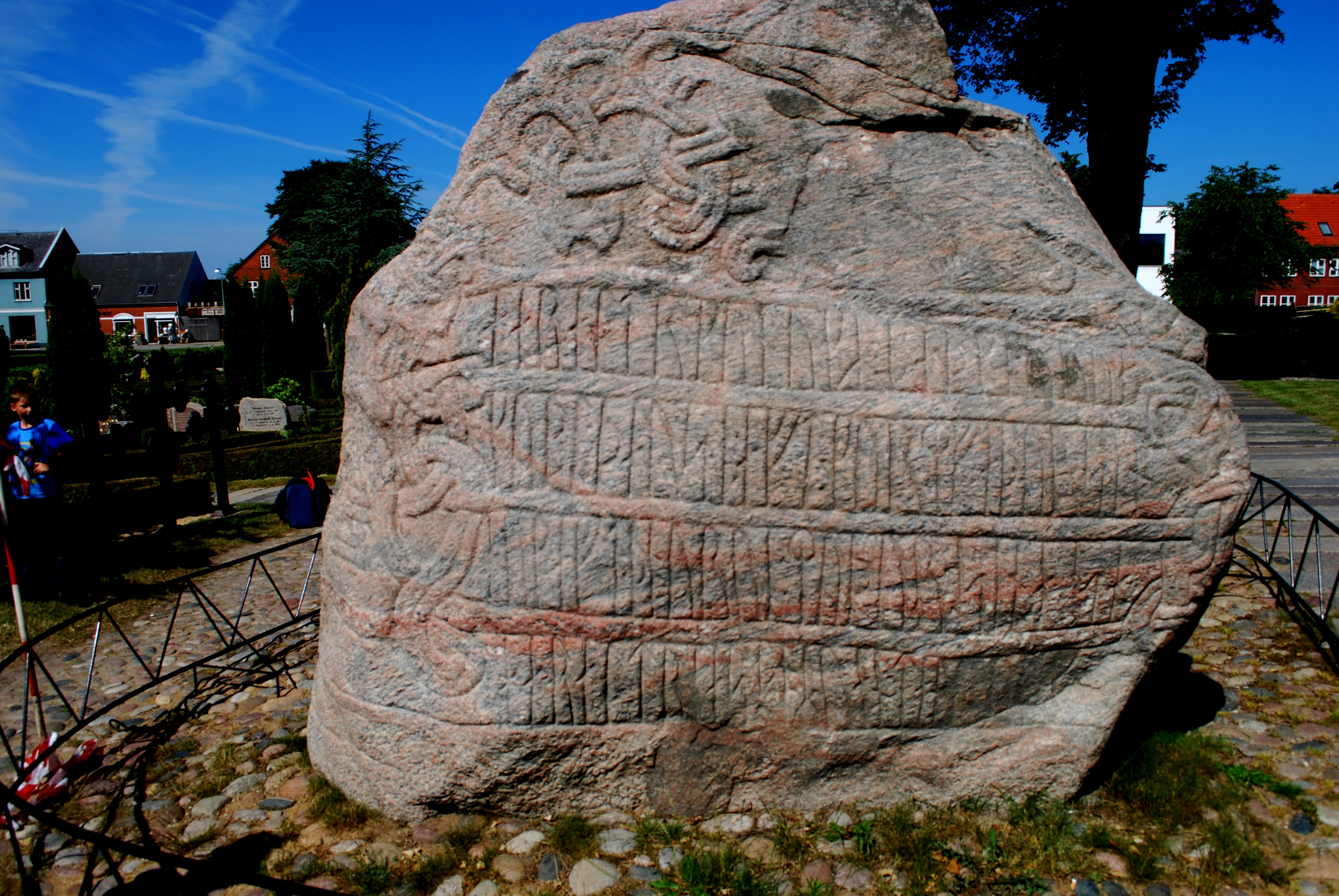
デンマークのイェリング墳墓群の10世紀の石碑

## 関連文献

### ルーン文字学
- ラルフ・W・V・エリオット、吉見昭徳訳（2009; 原著1959） 『ルーン文字の探究』、春風社、ISBN 978-4-86110-183-0
- Tineke Looijenga (2003) Texts and Contexts of the Oldest Runic Inscriptions, Brill, ISBN 978-9004123960
- 小澤実「ゴート・ルネサンスとルーン学の成立：デンマークの事例」、ヒロ・ヒライ+小澤実編 『知のミクロコスモス：中世・ルネサンスのインテレクチュアル・ヒストリー』 （中央公論新社、2014年）、69-97頁。ISBN 978-4-12-004595-0
- 谷口幸男訳 (1973) 「オーディンの箴言」「シグルドリーヴァの歌」『エッダ 古代北欧歌謡集』、新潮社、ISBN 978-4103137016
- 谷口幸男訳 (1979) 「エギルのサガ」『アイスランドサガ』、新潮社、ISBN 978-4103137023
- 吉見昭徳訳 (2008) 「ルーン詩（英語版）」『古英語詩を読む ルーン詩からベーオウルフへ』、春風社、ISBN 978-4861101359
- Erik Moltke, Peter Foote tr. (1985) Runes and their Origin: Denmark and Elsewhere (English tr.), Copenhagen: National Museum of Denmark, ISBN 8748005789

### 近現代のオカルティズム
- ラルフ・ブラム（英語版）、関野直行訳（1991; 原著1982） 『ルーンの書』、ヴォイス、ISBN 978-4900550506